# Accord de libre-échange entre le Canada et le Costa Rica
L'accord de libre-échange entre le Canada et le Costa Rica est un accord de libre-échange signé le 23 avril 2002 et entré en vigueur le 1er novembre 2002. Les négociations pour cet accord ont démarré le 30 juin 2000 pour prendre fin en avril 2001. Entre 2010 et 2012, les deux pays ont tenté de renégocier cet accord,. 
L'accord exclut les services et se concentre sur la baisse des droits douaniers sur les biens, il exclut également certaines denrées agricoles, comme les œufs, les produits laitiers, etc.